# Herrarnas sabel vid olympiska sommarspelen 1988
Herrarnas sabel-tävling i de olympiska fäktningstävlingarna 1988 i Seoul avgjordes den 22-23 september 1988.

## Medaljörer
| Event         | Guld                       | Silver             | Brons                 |
| Sabel, herrar | Jean-François Lamour (FRA) | Janusz Olech (POL) | Giovanni Scalzo (ITA) |

## Resultat
| Placering | Fäktare                 | Land             |
| --------- | ----------------------- | ---------------- |
| 1         | Jean-François Lamour    | Frankrike        |
| 2         | Janusz Olech            | Polen            |
| 3         | Giovanni Scalzo         | Italien          |
| 4         | Philippe Delrieu        | Frankrike        |
| 5         | György Nébald           | Ungern           |
| 6         | Heorhij Pohosov         | Sovjetunionen    |
| 7         | Felix Becker            | Västtyskland     |
| 8         | Jürgen Nolte            | Västtyskland     |
| 9         | Andrej Alsjan           | Sovjetunionen    |
| 10        | Gianfranco Dalla Barba  | Italien          |
| 11        | Pierre Guichot          | Frankrike        |
| 12        | Tadeusz Piguła          | Polen            |
| 13        | Vasil Etropolski        | Bulgarien        |
| 14        | Marco Marin             | Italien          |
| 15        | Imre Gedővári           | Ungern           |
| 16        | Steve Mormando          | USA              |
| 17        | Sergej Mindirgasov      | Sovjetunionen    |
| 18        | Robert Kościelniakowski | Polen            |
| 19        | Imre Bujdosó            | Ungern           |
| 20        | Peter Westbrook         | USA              |
| 21        | Khristo Etropolski      | Bulgarien        |
| 22        | Jean-Paul Banos         | Kanada           |
| 23        | Stephan Thönnessen      | Västtyskland     |
| 24        | Zheng Zhaokang          | Kina             |
| 25        | Jean-Marie Banos        | Kanada           |
| 26        | Antonio García          | Spanien          |
| 27        | Jia Guihua              | Kina             |
| 28T       | Lee Byeong-Nam          | Sydkorea         |
| 28T       | Wulfe Balk              | Kanada           |
| 30        | Wang Zhiming            | Kina             |
| 31        | Nikolaj Marintjesjki    | Bulgarien        |
| 32        | Mike Lofton             | USA              |
| 33        | Kim Sang-Uk             | Sydkorea         |
| 34        | Mark Slade              | Storbritannien   |
| 35        | Olivier Martini         | Monaco           |
| 36        | Lee Uk-Jae              | Sydkorea         |
| 37        | Percival Alger          | Filippinerna     |
| 38        | Pedro Bleyer            | Bolivia          |
| 39        | Yan Wing-Shean          | Kinesiska Taipei |
| 40        | Régis Avila             | Brasilien        |